# Ксено
«Ксено» (угор. Xeno) — науково-фантастичний роман угорського письменника Брендона Гаккетта, вперше надрукований 2017 року видавництвом Agave Könyvek, а також у форматі E-book. У 2018 році роман відзначили премією Петера Жолдоша.
|                                  | Філософія відноситься до жанру наукової фантастики. Питання, сформульовані у творах, слугують мотивами, спонукають читача чи глядача до роздумів. Найсуттєвішою проблемою є інакшість, її прийняття чи відкидання. І Ксено також представляє цю ідею своєю назвою. |
| — Беата Сомоскі: Кількість людей | |

## Сюжет
«У 2117 році населення Землі становить п’ятнадцять мільярдів людей: шість мільярдів з них — люди, дев’ять мільярдів — інопланетяни, також відомі як ксеноси». Землю захопила і підкорила агресивна інопланетна раса: мігранти. Згодом мільйони людей змушені були мігрувати на інші планети через червоточини, а мільярди інопланетних істот: писаків, гідр і батогів переселені на Землю.
Доктор Ольга Баллард — ксенолог, яка вивчає інопланетних істот і культури. Несподівано на неї чекає небезпечна місія, успіх якої важливий не тільки для людства, але й кардинально впливає на майбутнє трьох інших видів, пов'язаних з ним.

## Головні герої
- Доктор Ольга Баллард, ксенолог
- Марк Баллард, інженер, військовий офіцер, політик
- Анетт Баллард, спікер[2]
- Ванесса Елсон, 5-та найбагатша людина на Землі
- Морріс Корда, командувач операціями
- Деніел Кім Вонг, чемпіон світу з Ксено-Воїн
- Рей Вей, гравець у Ксено-Воїни
- Пілкорлані, лідер дудлі
- Нікау, блогер, космонавт
- Поточний Блакитний, лідер гідр
- Водоростій водорость, ватажок гідр
- Марі Гоген, президент АЗЗ[3]

## Відгуки
|                              | Одночасно це, творча соціальна фантастика, присвячена питанню міграції, і дуже сильний, емоційно насичений сімейний роман: обидва компоненти варто прочитати окремо, але разом я вважаю, що це найкращий угорський науково-фантастичний роман останнього десятиліття. |
| — Домінік Сабо (Ekultura.hu) | |

|                                       | Ксено — найкращий угорський науково-фантастичний роман року (фактично, за останні декілька років), і він також легко входить до числа найкращих у міжнародному плані. Варто внести його в різдвяний список бажань або купити друзям, які люблять наукову фантастику, рідко можна знайти такий роман, який спонукає до тривалих роздумів. |
| — Петер Помсар (Szubjektív Kultnapló) | |

|                                                      | З точки зору багаторівневого представлення чужорідності Ксено, написаний під іноземним іменем, є, мабуть, найзначнішим угорським науковим твором, який залишається актуальним навіть після епохи міграції завдяки своїй колективній перспективі. |
| — Петер Г. Надь (MA Populáris Kultúra kutatócsoport) | |